# Svek (skivbolag)
Svek var ett svenskt skivbolag som främst gav ut housemusik. Skivbolaget startades av Stephan Grieder 1996 och drevs tillsammans med Jesper Dahlbäck. Bland de artister som har släppt musik på Svek är, förutom Stephan Grieder & Jesper Dahlbäck själva, bland annat Bjørn Torske och Cari Lekebusch (under pseudonymen Mr. James Barth) värda att nämna.